# Paracelsus (film)
Paracelsus è un film del 1943 diretto da Georg Wilhelm Pabst e basato sulla vita di Paracelso.

## Trama
Nell'Europa centrale dei primi anni del XVI secolo, il medico Philippus Aureolus Theophrastus Bombastus von Hohenheim, detto Paracelso, giunge nella città di Basilea. I suoi farmaci, precursori della medicina alternativa, destano sospetti nei suoi colleghi medici, i quali, non vedendo di buon occhio il fatto che le teorie mediche di Paracelso si basano su esperienza, ricerche ed approfondimenti da lui compiuti, lo accusano di ciarlataneria.